# Кустаанмиекка
Кустаанмиекка (фин. Kustaanmiekka — «Королевский меч»), также Густав-Сверд (швед. Gustavssvärd — «меч Густава»), остров Артиллерийский — остров в Финском заливе. Самый южный остров, входящий в район Суоменлинна города Хельсинки.
На острове Кустаанмиекка находятся основное количество укреплений, в том числе Королевские ворота, крепости Свеаборг («Шведская крепость»), которая принадлежала сначала Швеции (1748—1808), затем Российской империи (1808—1918). 12 мая 1918 года, вскоре после провозглашения независимости Финляндии, на острове над главным фортом впервые поднят флаг Финляндии в присутствии председателя сената Пера Эвинда Свинхувуда, а на следующий день крепость указом сената переименована в Суоменлинна (Suomenlinna — «Финская крепость»). С 1991 года крепость Суоменлинна входит в объекты культурного наследия ЮНЕСКО.
Шведское название остров получил в честь принца, будущего короля Густава III, который родился в 1746 году, во время строительства крепости Свеаборг.